# 鬼木甫
鬼木 甫（おにき はじめ、1933年 - ）は、日本の経済学者。大阪大学名誉教授・大阪学院大学名誉教授。専攻は経済学、理論経済学。

## 略歴・人物
東京都生まれ。1952年に熊本県立熊本高等学校を卒業後、東京大学経済学部に進学、同大学院社会科学研究科、スタンフォード大学大学院で学ぶ。
スタンフォード大学大学院研究助手、東北大学経済学部助教授、ハーバード大学経済学部助教授、クイーンズ大学経済学部助教授、大阪大学社会経済研究所教授などを経て、現職。この間関西大学客員教授、国際大学GLOCOM上席客員研究員も務める。

## 研究テーマ
- 情報通信の経済学、組織の経済学
- 情報通信技術の発展が日本経済に及ぼした影響の計量分析
- 日本および日本以外の国の通信産業の総生産性の計測
- 新しい通信技術と長期的に望ましい通信・放送産業構造（ディジタル放送制度）
- 広帯域通信ネットワーク（BISDN）建設の経済分析
- 情報通信産業における技術進歩・融合と競争促進のための規制フレームワーク
- 電波周波数資源の経済学
- 「日本型組織」における分業・協業の情報的特色